# Ghermez Chalife-je Sofla
Ghermez Chalife-je Sofla – wieś w Iranie, w ostanie Azerbejdżan Zachodni, w szahrestanie Mijandoab. W 2006 roku liczyła 540 mieszkańców.